# Gustan Le Sénéchal de Kerdréoret
Gustan Édouard Le Sénéchal de Kerdréoret né le 9 octobre 1840 à Hennebont et mort le 31 janvier 1933 à Paris est un peintre français.

## Biographie
Gustan Le Sénéchal de Kerdréoret naît à Hennebont (Morbihan) le 9 octobre 1840, fils d'Aimé Édouard et de Joséphine Renée Marie Allanic de Bellecherre. Son père, né Le Sénéchal, ajoute de Kerdréoret à son nom entre 1839 et 1840, et devient propriétaire du château de Kerroux à Languidic. 
Après avoir suivi ses études à Paris au lycée Henri-IV, où il est élève de Jules Noël, il entre comme aspirant dans la Marine d'État.
Élève d'Antoine Vollon et Pierre Auguste Cot, il expose au Salon à partir de 1875 et y reçoit plusieurs médailles.
Le Sénéchal de Kerdréoret est nommé peintre officiel de la Marine en 1890.
Il devient propriétaire de la Malouinière de la Rivière à Paramé. 
En 1898, son nom est gravé sur l'épée d'académicien d'Antoine Vollon parmi ceux des six autres personnes qui lui offrent son épée.
Il meurt le 31 janvier 1933, veuf de Céline Pauline Jacon, au 19, quai Saint-Michel à Paris.

## Distinctions
- Chevalier de la Légion d'honneur (16 août 1900)[6]

## Œuvres dans les collections publiques
- Abbeville, musée Boucher-de-Perthes : Barque de pêche tréportaise, huile sur toile[7].
- Évreux, musée d'Évreux : À Cancale, chercheuses d'huîtres[8].
- Louviers, musée de Louviers : Le Tréport[9].
- Paris, musée du Louvre : Barques échouées sur une grève découverte par la mer et différentes figures, plume, encre noire, mine de plomb sur papier[10].
- Saint-Malo, musée d’Histoire de la Ville et du Pays Malouin : Le Calfatage[11].
- Strasbourg, musée d'Art moderne et contemporain : Pêcheuses d'huîtres à l'embouchure de la Somme, huile sur toile, 132 × 163 cm[12].

Œuvres de Gustan Le Sénéchal de Kerdréoret
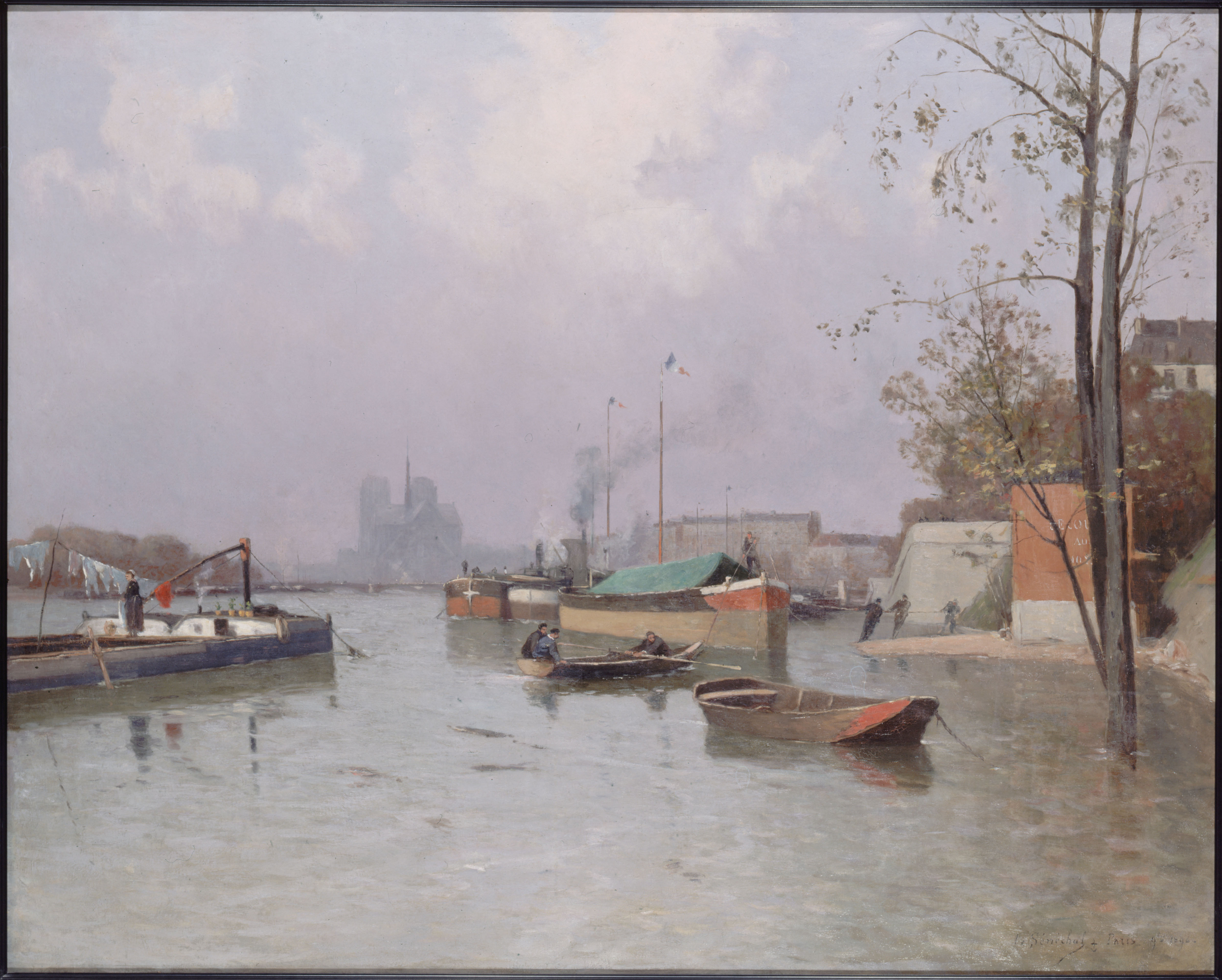
Crue de la Seine, aux abords du canal Saint-Martin, en novembre 1896 (1896), Paris, musée Carnavalet.
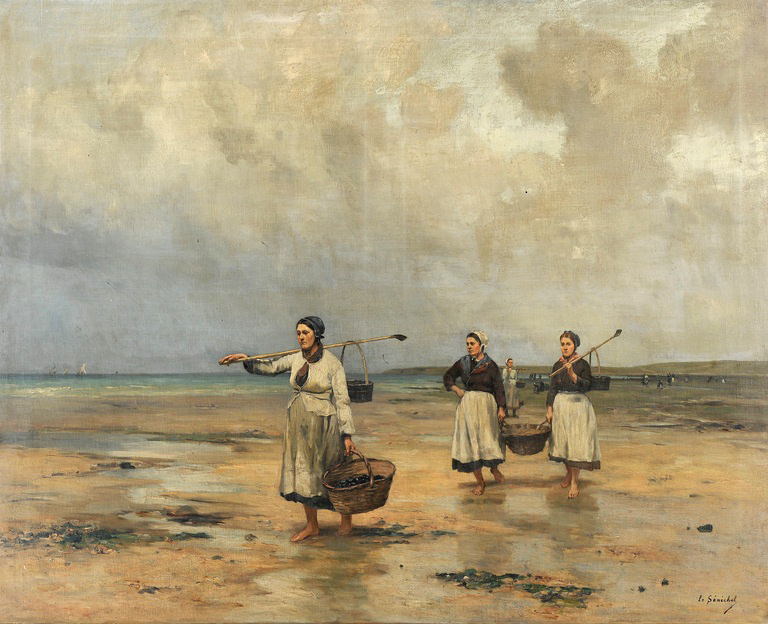
Pêcheuses d'huîtres à l'embouchure de la Somme, Strasbourg, musée d'Art moderne et contemporain.